# 輸送技術博物館
輸送技術博物館（ゆそうぎじゅつはくぶつかん、英: Museum of Transport and Technology, MOTAT, MoTaT）は、ニュージーランドのオークランドにある博物館。
民間・軍用を問わず、また航空・陸上の別を問わずに多くの乗り物が収集されている（飛行機、鉄道車両、バス、トロリーバスなど）。保存やレストアといった作業はボランティアに依る部分が大きい。Old Time Transport Preservation League（仮訳：旧式輸送機械保存連盟）などによって1960年に創設され、1964年に正式にオープンした。